# Hasaní
El hasaní fou la moneda marroquina encunyada per Mulay Hasan des de 1881/1882.
Es van crear per substituir a les monedes anteriors, que eren de bronze, coure i plata (les d'or havien desaparegut), i a les monedes estrangeres en circulació després de la crisi financera que havia provocat la guerra de 1859-1860.
Es van encunyar riyals (5 francs francesos), nuss o nisf riyal (2,5 francs), rubu riyal (1,25 francs), dirham hasaní (0,5 francs) i bilyun o gersh o birsh (0,25 francs). Totes les peces eren de plata.